# Northrop Grumman B-21 Raider

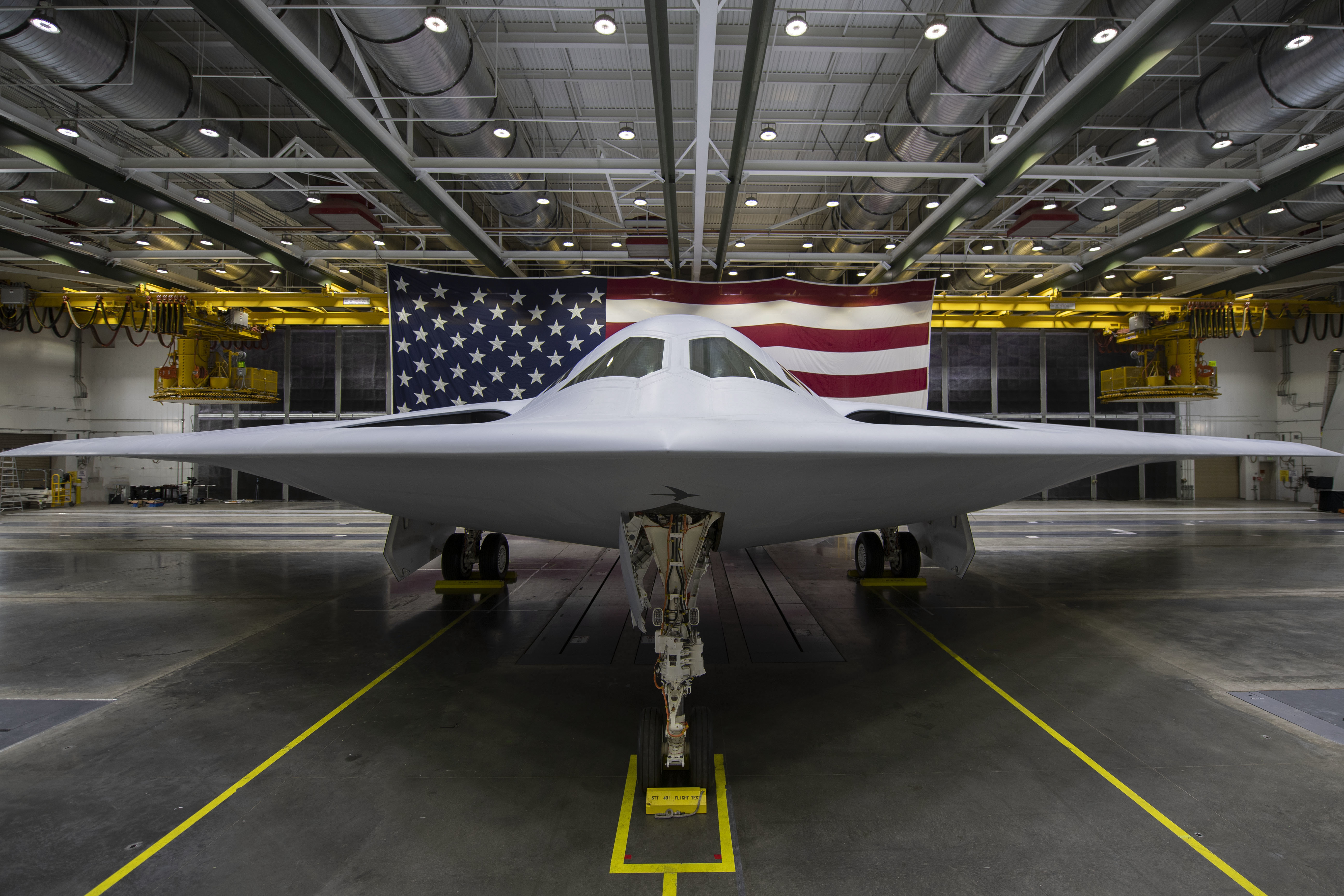
Northrop Grumman B-21 Raider i november 2022.

Northrop Grumman B-21 Raider, förkortat B-21 Raider eller B-21,  är ett amerikanskt strategiskt bombflygplan av flygande vinge-typ, som är under utveckling för USA:s flygvapen av Northrop Grumman.

## Bakgrund
USA:s flygvapendepartement började upphandlingen i juli 2014. Ett avtal med en av två konkurrerande tillverkare, Boeing och Lockheed Martin samt Northrop Grumman, förväntades att signeras under 2015. Minst 80–100 B-21 planeras byggas till en kostnad uppemot 44–55 miljarder USD.
Specifikationerna för flygplanet är inte helt kända, men det ska vara ett smygflygplan för en marschfart under ljudets hastighet med en räckvidd på uppemot 10 000 km. Flygplanet ska vara mindre än det äldre Northrop Grumman B-2 Spirit och använda samma motorer som enhetsflygplanet F-35.
Önskemålet är att det nya flygplanet ska vara i operativt bruk omkring 2025 med hänsyn till att nuvarande strategiska bombflygplan, 76 B-52, 63 B-1 och 20 B-2, är förhållandevis gamla, och att därmed en stor del av bomflygplansflottan är i icke-operativt skick vid varje tillfälle. B-21 ska ersätta B-52 och B-1.